# 背面黒板

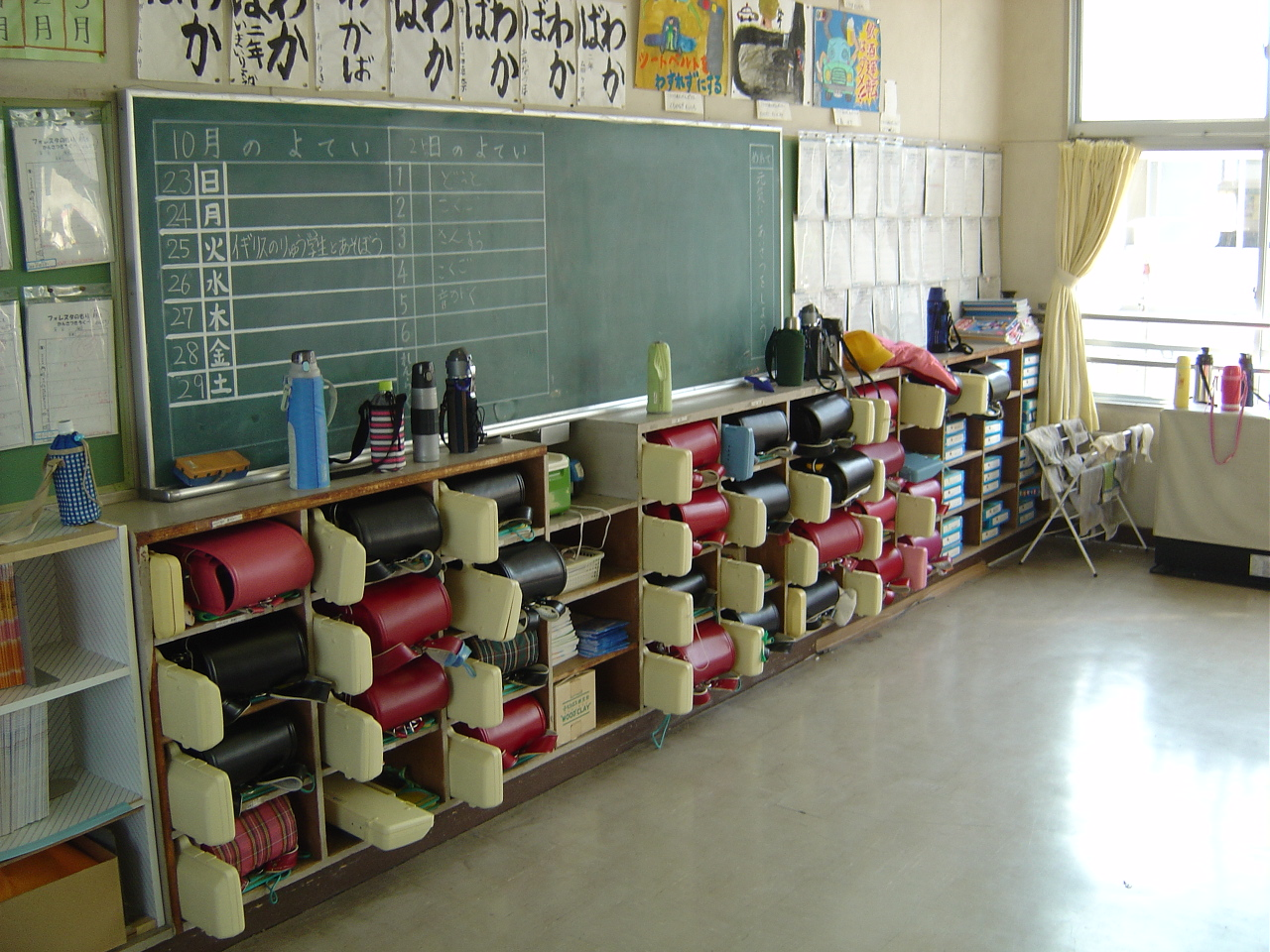
背面黒板（小学校）

背面黒板（はいめんこくばん）は、小学校、中学校の教室で、授業を受けている生徒たちの背面、教室の後方にある黒板。

## 概要
授業の中で使用するというよりも、学級運営の中で、日々の学校生活の中での月間行事、学級の中での委員、係の仕事、報告や、生徒の図画、書道、詩などの作品、季節の話題、生徒の個人的な連絡掲示板などの用途に用いられる。
教室の正面の黒板には、学級の生徒数などに応じ、曲面、半曲面、スライダー黒板などが使用されることがあるが、背面黒板は主に平面黒板が使われている。